# Jamara
Jamara is een monotypisch geslacht van spinnen uit de  familie van de Amaurobiidae (nachtkaardespinnen).

## Soort
- Jamara pisinna Davies, 1995